# منتخب روسيا لكرة اليد الشاطئية
منتخب روسيا لكرة اليد الشاطئية (بالروسية: Мужская сборная России по пляжному гандболу)‏ هو ممثل روسيا الرسمي في المنافسات الدولية في كرة اليد الشاطئية
.